# Vištytis
Vištytis (ryska: Виштитис) är en ort i Litauen. Den ligger i den sydvästra delen av landet, 170 km väster om huvudstaden Vilnius. Vištytis ligger 181 meter över havet och antalet invånare är 566.
Terrängen runt Vištytis är platt. Runt Vištytis är det ganska glesbefolkat, med 43 invånare per kvadratkilometer. Vištytis är det största samhället i trakten. Omgivningarna runt Vištytis är en mosaik av jordbruksmark och naturlig växtlighet.